# Шайла Дженнінгс
Бренда Решел Кіблер (англ. Brenda Reshell Kibler), відома як Шайла Дженнінгс (англ. Shyla Jennings) — американська порноакторка німецького походження.

## Біографія
Народилася в Штутгарті (Німеччина), однак називає своєю батьківщиною Техас. 
В порноіндустрію потрапила в 2010 році і відтоді знімається тільки в лесбійських або в сольних сценах, себе називає бісексуалкою. В основному знімається для порностудії Girlfriends Films.
У 2015 році стала дівчиною року порносайту Girlsway.

## Нагороди та номінації
| Рік  | Церемонія | Категорія                                | Фільм | Результат |
| ---- | --------- | ---------------------------------------- | --- | --------- |
| 2012 | AVN       | Краща сцена сексу дівчина/дівчина        | Lesbian Psychodramas 6 (разом з Хізер Старлет)                                                                                         | Номінація |
| 2013 | AVN       | Краща сцена сексу дівчина/дівчина        | Poor Little Shyla 2 (с Сенсі Пірл) | Номінація |
| 2014 | AVN       | All-Girl Performer of the Year           | style="background: #99FF99; color: black; vertical-align: middle; text-align: center; " class="yes table-yes2"\|Перемога               |           |
| 2014 | AVN       | Краща сцена групового лесбійського сексу | Lesbian Fuck Club (разом з Lily Cade, Алією Лав, Pepper Kester, Tracey Sweet, Taliah Mac, Annabelle Lee, Ashlynn Leigh і Annika Amour) | Номінація |
| 2014 | AVN       | Краща сцена групового лесбійського сексу | We Live Together 28 (разом з Мален Морган і Лейлою Роуз)                                                                               | Номінація |
| 2014 | AVN       | Краща сцена сексу дівчина/дівчина        | Women Seeking Women 94 (з Prinzzess)                                                                                                   | Номінація |
| 2015 | AVN       | All-Girl Performer of the Year           | | Номінація |
| 2016 | AVN       | All-Girl Performer of the Year           | style="background: #99FF99; color: black; vertical-align: middle; text-align: center; " class="yes table-yes2"\|Перемога               |           |
| 2016 | AVN       | Краща сцена групового лесбійського сексу | The Business of Women (разом з Ванессою Веракрус і Абігалі Мак)                                                                        | Номінація |
| 2016 | AVN       | Краща сцена сексу дівчина/дівчина        | Sisterly Love 2 (разом з Кейсі Калверт)                                                                                                | Номінація |
| 2016 | XBIZ      | Краща актриса-лесбійський реліз          | The Business of Women | Номінація |
| 2016 | XBIZ      | Girl/Girl Performer of the Year          | style="background: #FDD; color: black; vertical-align: middle; text-align: center; " class="no table-no2"\|Номінація                   |           |
| 2016 | XRCO      | Best Lesbian Performer                   | style="background: #FDD; color: black; vertical-align: middle; text-align: center; " class="no table-no2"\|Номінація                   |           |
| 2017 | XRCO      | Best Lesbian Performer                   | style="background: #99FF99; color: black; vertical-align: middle; text-align: center; " class="yes table-yes2"\|Перемога               |           |
| 2018 | AVN       | Краща сцена лесбійського групового сексу | Christmas Spirit (разом з Еллою Олександр і Ріною Скай)                                                                                | Номінація |